# ダイアナ・ウィン・ジョーンズ
ダイアナ・ウィン・ジョーンズ（Diana Wynne Jones、1934年8月16日 - 2011年3月26日）は、イギリスのファンタジー作家。魔法をテーマとした子ども向けのファンタジー小説を得意とした。

## 人物
1934年、ロンドンで寄宿学校を経営していた両親の間に生まれる。幼少期から古典文学に親しんでおり、英雄のほとんどが男性で、女性がいつも受身であることに歯がゆさを覚えたという。オックスフォード大学では、J・R・R・トールキンやC・S・ルイスに師事した。
大学卒業と同時に結婚、3児の母となる。子育て中にファンタジーを書き始め、独創的なファンタジーを数多く発表。2004年、宮崎駿監督によって『魔法使いハウルと火の悪魔』がスタジオジブリ作品『ハウルの動く城』としてアニメ映画化され、日本でも人気のある作家となった。本人もかなりのジブリファンであり、映画についても賞賛するコメントを残している。没後の2020年には『アーヤと魔女』もジブリによりアニメ化された。
2009年夏に肺癌と診断されて闘病生活を続けていたが、2011年3月26日に死去した。76歳没。

## 作品リスト

### ハウルの動く城シリーズ
- ハウルの動く城1 魔法使いハウルと火の悪魔（原題: Howl's Moving Castle）、1986年、[注 1]
- ハウルの動く城2 アブダラと空飛ぶ絨毯（原題: Castle in the Air）、1990年
- ハウルの動く城3 チャーメインと魔法の家（原題: House of Many Ways）、2008年[3][4]

### 大魔法使いクレストマンシーシリーズ

#### 概要
同一の主人公の登場するものではなく、いくつも存在する平行世界の各々で発生する魔法に関連した事件を解決するのが主な仕事である「大魔法使いクレストマンシー」という役職があるという設定からなるシリーズである。舞台となる世界や主人公は毎回異なっており、連作といった趣が強い。全シリーズを通して、基本的にクレストマンシーを務めているのはクリストファー・チャントである（「クリストファーの魔法の旅」「魔法の館にやとわれて」はクリストファーの少年時代で、クレストマンシーは前任者のゲイブリエル・ド・ウィットが務めている）。
「魔女と暮らせば」には、徳間書店とは別の出版社（偕成社）から発行されている「魔女集会通り26番地」の邦題（掛川恭子訳）もある。尚こちらは作者名が「ディアナ・ウィン・ジョーンズ」と表記されている。

#### 作品
- 大魔法使いクレストマンシー 魔女と暮らせば（原題: Charmed life）、1977年
- 大魔法使いクレストマンシー クリストファーの魔法の旅（原題: The Lives of Christopher Chant）、1988年
- 大魔法使いクレストマンシー トニーノの歌う魔法（原題: The Magicians of Caprona）、1980年
- 大魔法使いクレストマンシー 魔法使いはだれだ（原題: Witch Week）、1982年
- 大魔法使いクレストマンシー外伝 魔法がいっぱい（原題: Mixed Magics）、2000年
- 大魔法使いクレストマンシー 魔法の館にやとわれて（原題: Conrad's Fate）、2005年
- 大魔法使いクレストマンシー キャットと魔法の卵（原題: The Pinhoe Egg）、2006年

### デイルマーク王国史シリーズ
- 詩人たちの旅
- 聖なる島々へ
- 呪文の織り手
- 時の彼方の王冠

### ダークホルム二部作
- ダークホルムの闇の君（原題: The Dark Lord of Derkholm）、1998年
- グリフィンの年（原題: Year of the Griffin）、2000年

### その他
- いたずらロバート（原題: Wild Robert）、1989年
- マライアおばさん（原題: Black Maria）、1991年
- 七人の魔法使い（原題: Archer's Goon）、1987年
- 時の町の伝説（原題: A Tale Of Time City）、1984年
- 呪われた首環の物語
- 九年目の魔法（原題: Fire&Hemlock）、1985年 ：2005年フェニックス賞オナー受賞
- わたしが幽霊だった時（原題: Time of the Ghost）、1981年
- バウンダーズ この世で最も邪悪なゲーム（原題: The Homeward Bounders）、1981年
- 魔空の森ヘックスウッド（原題: Hexwood）、1993年
- 星空から来た犬（原題: Dogsbody）、1975年
- 花の魔法、白のドラゴン[注 2]
- ウィルキンズの歯と呪いの魔法（原題: Wilkins' Tooth）、1973年
- バビロンまでは何マイル 上・下[注 2]
- 海駆ける騎士の伝説
- うちの一階には鬼がいる!（原題: The Ogre Downstairs）、1974年
- 牢の中の貴婦人（原題: The True State of Affairs）、1995年
- 魔法！魔法！魔法！（短編集）
- ぼくとルークの一週間と一日（原題: Eight Days Of Luke）、1975年
- ダイアナ・ウィン・ジョーンズのファンタジーランド観光ガイド
- 魔法泥棒
- アーヤと魔女、2011年

この他にも、未訳の作品が多数存在する。

## 受賞歴
- ミソピーイク賞児童文学部門
  - 1996年 『時の彼方の王冠』
  - 1999年 『ダークホルムの闇の君』
- 英国幻想文学大賞カール・エドワード・ワグナー賞（1999年）
- 世界幻想文学大賞生涯功労賞（2007年）

他にヒューゴー賞、ローカス賞へのノミネートもある。

## インタビュー
- 「「ハウル」原作者 ダイアナ・ウィン・ジョーンズさんに聞く―前編」『読売新聞』（2004年10月5日） at the Wayback Machine (archived 2012-06-28)
- 「「ハウル」原作者 ダイアナ・ウィン・ジョーンズさんに聞く―後編」『読売新聞』（2004年10月8日） at the Wayback Machine (archived 2012-12-19)